# Rinorea deflexiflora
Rinorea deflexiflora Bartlett – gatunek roślin z rodziny fiołkowatych (Violaceae). Występuje naturalnie w Meksyku, Belize, Gwatemali, Hondurasie, Nikaragui, Kostaryce oraz Panamie.

## Morfologia
PokrójZimozielone drzewo lub krzew. Dorasta do 1–9 m wysokości.
LiścieBlaszka liściowa ma eliptyczny kształt. Mierzy 9–20 cm długości oraz 3–10 cm szerokości, jest niemal całobrzega lub ząbkowana na brzegu, ma klinową nasadę i spiczasty wierzchołek. Ogonek liściowy jest nagi.
KwiatyZebrane w gronach o długości 5–9 cm, wyrastają z kątów pędów. Mają działki kielicha o lancetowatym kształcie. Płatki są owalnie podługowate, mają białą barwę oraz 3 mm długości.
OwoceTorebki mierzące 10-20 mm średnicy, o niemal kulistym kształcie.

## Biologia i ekologia
Rośnie w lasach, na wysokości do 200 m n.p.m.